# Eli Pemberton
Elijah Pemberton, detto Eli (Middletown, 31 maggio 1997), è un cestista statunitense.